# Nikola Šubić Zrinski (opéra)
Pour le militaire croate, voir Nikola Šubić Zrinski.
Airs
- U boj, u boj (en)

Nikola Šubić Zrinski, op. 403, est un opéra romantique composé par le croate Ivan Zajc sur un livret d'Hugo Badalić, créé en 1876 à Zagreb. Le récit, inspiré par le militaire croate Nikola Šubić Zrinski, prend place lors d'une bataille à Szigetvár, en Hongrie aujourd'hui, opposant les forces croates, qui défendent l'accès à Vienne, au sultan Soliman le Magnifique.

## Historique

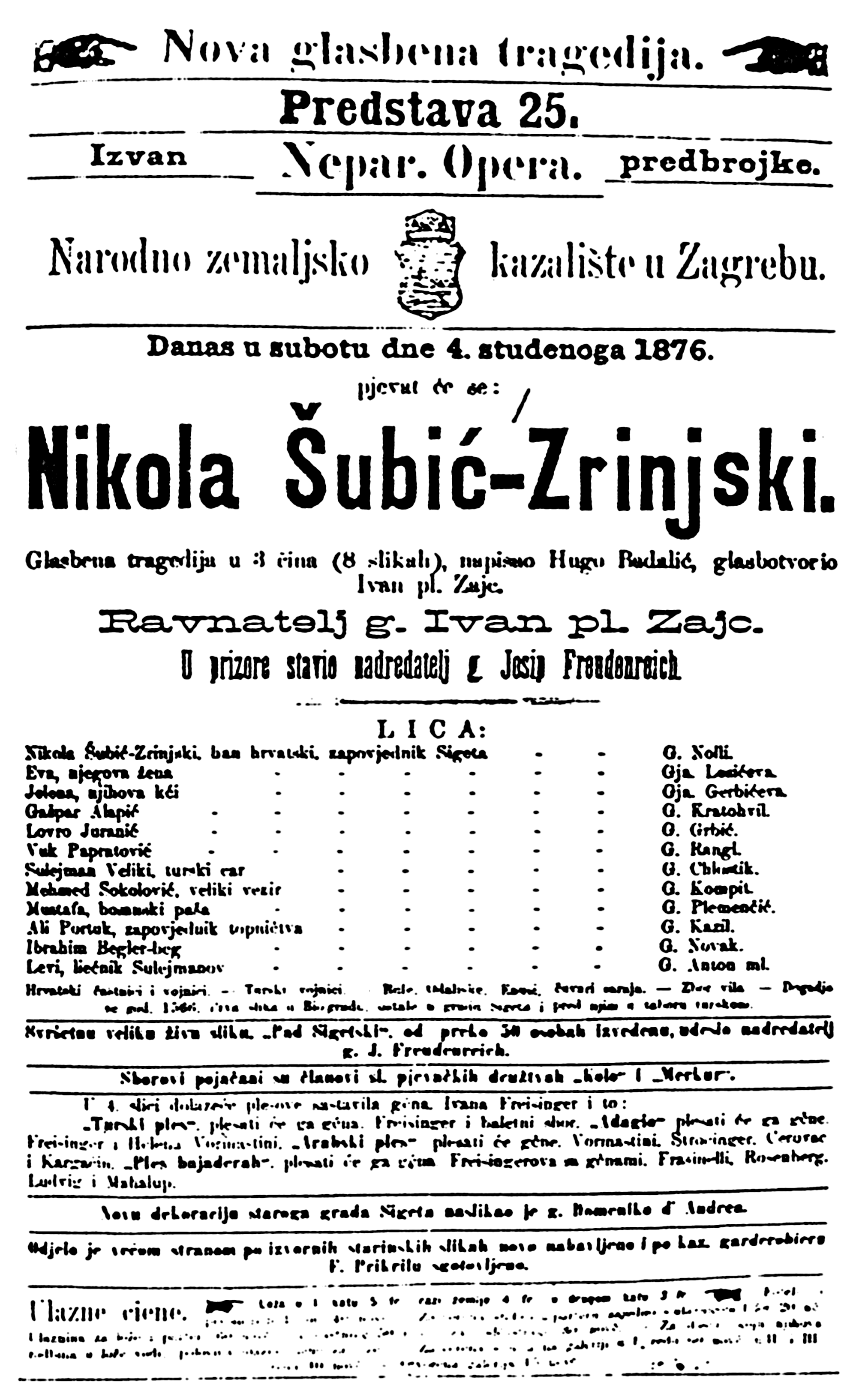
Poster pour la création de Nikola Šubić Zrinski en 1876 à Zagreb

Nikola Šubić Zrinski est créé à Zagreb le 4 novembre 1876 sous la direction du compositeur, dans ce qui est encore alors le Théâtre du Peuple, installé dans l'actuel bâtiment de l'ancien hôtel de ville de Zagreb. L'opéra est accueilli positivement par le public lors de sa création. Il rencontre alors un succès important dans la ville ainsi que dans le reste du pays et est repris rapidement après sa création.

### Postérité
La renommée de l'opéra est due en grande partie à son chœur de guerriers croates avant la bataille : U boj, u boj (en) (en français, « Se battre, se battre »), qui incarne l'élan patriotique de l'oeuvre. Cet air est écrit plusieurs années plus tôt la composition de l'opéra, avec la participation aux paroles de Franjo Marković, poète et philosophe croate. Cet air trouve notamment un écho particulier au Japon car son ton guerrier et la manière dont le militaire défend l'honneur de la ville et du peuple croate rappelle le tempérament du samouraï. Ainsi, une performance de cet air avec mille voix d'hommes prend place au Japon en 2010 à la Ryōgoku Kokugikan Arena.
Nikola Šubić Zrinski fait l'objet d'un total de 682 représentations jusqu'en 2010. Il acquiert une popularité durable dans le répertoire croate ainsi qu'en tant que chanson patriotique nationale, au-delà du contexte de l'opéra lui-même. L'opéra d'Ivan Zajc a été représenté 1 317 fois depuis sa création jusqu'en 1990, et pas moins de 609 fois rien qu'à Zagreb jusqu'en 1992.
La première représentation officielle aux États-Unis a lieu seulement en 1986 au Avery Fisher Hall à New York.

## Description
Le livret, en croate, est adapté depuis une pièce de Theodor Körner, Zriny, de 1812, et est distribué en trois actes et huit tableaux. Le librettiste et le compositeur ont apporté un soin particulier à la véracité historique des personnages.
L'histoire de l'opéra raconte le récit du siège de Szigetvár de 1566 en Croatie, au cours duquel Nikola Šubić Zrinski, ban de Croatie et capitaine de l'armée croate, décide de s'opposer aux forces ottomanes ennemies, dirigées personnellement par le sultan Soliman le Magnifique.

### Rôles
Les rôles de l'opéra sont distribués en ces personnages suivants, associés à leur tessiture et leur créateur :
| Rôle                                            | Voix                  | Créateurs     |
| ----------------------------------------------- | --------------------- | ------------- |
| Nikola Šubić Zrinski                            | baryton               | Josip Nolli   |
| Suliman le Magnifique                           | basse                 |               |
| Jelena, fille de Zrinski                        | soprano               | Milka Gerbić  |
| Eva, mère de Jelena                             | soprano/mezzo-soprano | Matilda Lesić |
| Lovro Juranić, guerrier croate, amant de Jelena | ténor                 |               |
| Gašpar Alapić, guerrier croate                  | baryton               |               |
| Mehmed Sokolović, Grand vizir                   | ténor                 |               |
| Levi, médecin du sultan                         | baryton               | Václav Anton  |
| Choeur d'hommes de guerriers croates            |                       |               |

### Argument

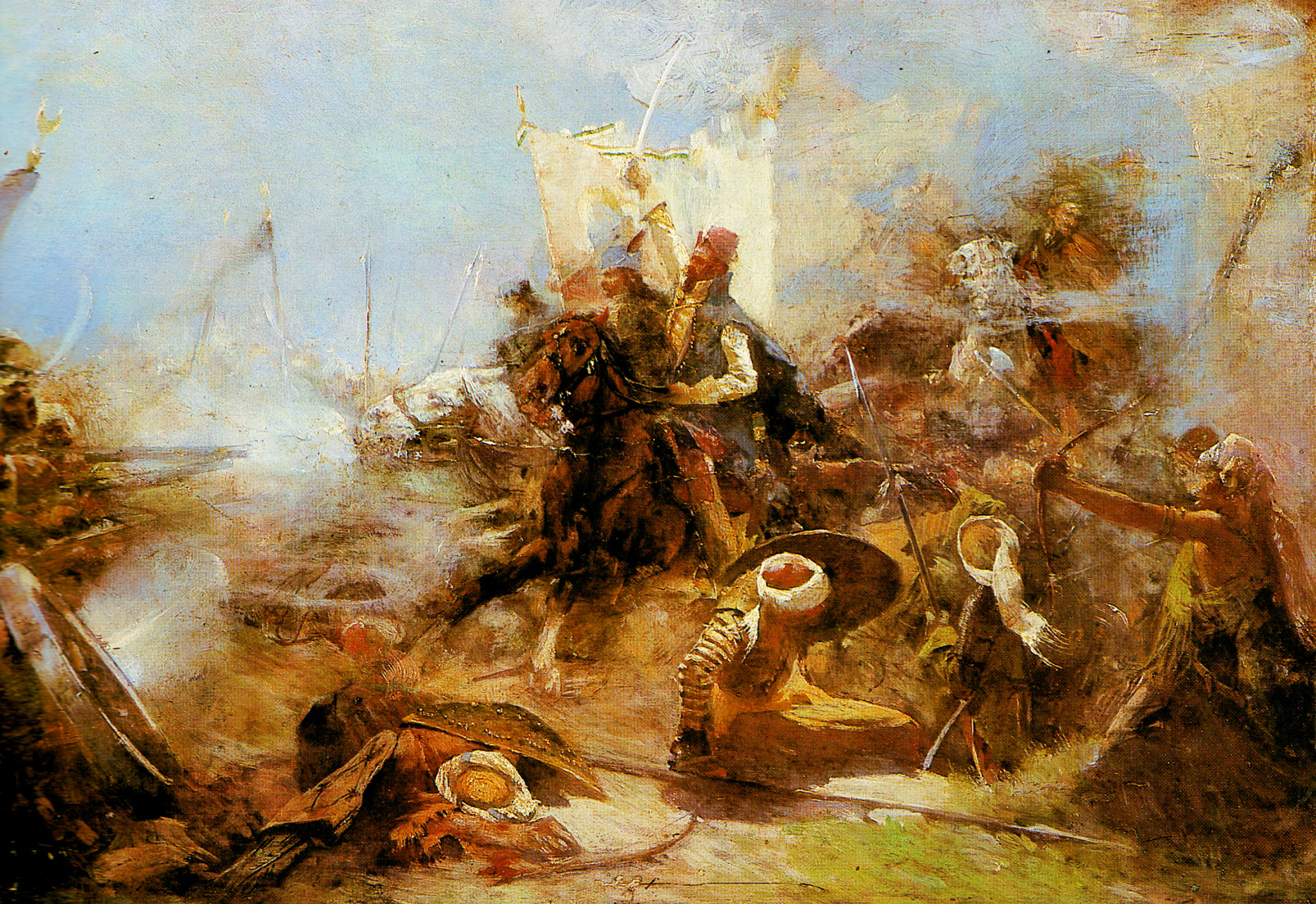
Simon Hollósy, Zrinksi et son armée chargeant les turcs depuis la forteresse de Szigetvar, 1896

#### Acte 1
Suliman le Maginifique se prépare à envahir la Croatie et à conquérir la ville de Vienne. Il envisage de prendre d'assaut la ville de Szigetvár où se trouve Zrinski, gouverneur. Ce dernier se prépare à la défendre et, avec ses officiers, jure de se battre jusqu'au bout.

#### Acte 2
Le sultan envoie son vizir comme messager pour annoncer à Zrinksi qu'il offre de le faire roi des croates si celui-ci accepte de se rendre. Le croate refuse et décide de faire abandonner la ville et de la brûler pour provoquer le sultan.

#### Acte 3
Le sultan meure et son vizir, cachant sa mort, ordonne un ultime assaut sur la ville. Tandis que les derniers habitants restés se retrouvent désemparés et désespèrent, la ville tombe aux mains des ottomans.

### Orchestration
L'instrumentation de la partition de l'opéra comprend les instruments suivants :
| Cordes                                                                                   |
| cordes                                                                                   |
| Bois                                                                                     |
| 2 flûtes, 1 piccolo, 2 hautbois, 2 clarinettes, 2 bassons, 2 bugles, 1 euphonium, 1 tuba |
| Cuivres                                                                                  |
| 4 cors, 2 trompettes, 3 trombones                                                        |
| Percussions                                                                              |
| 1 grosse caisse, cymbales, 1 tambour, 1 tam-tam, 1 triangle, 1 carillon                  |

## Enregistrements
- Nikola Šubić Zrinjski, Ivan Zajc, CPO, Rijeka Symphony Orchestra, Rijeka Opera Choir, dir. Ville Matvejeff, concert à Zagreb en 2018, paru en 2020, 2 CD[6],[7].